# Onychoteuthidae

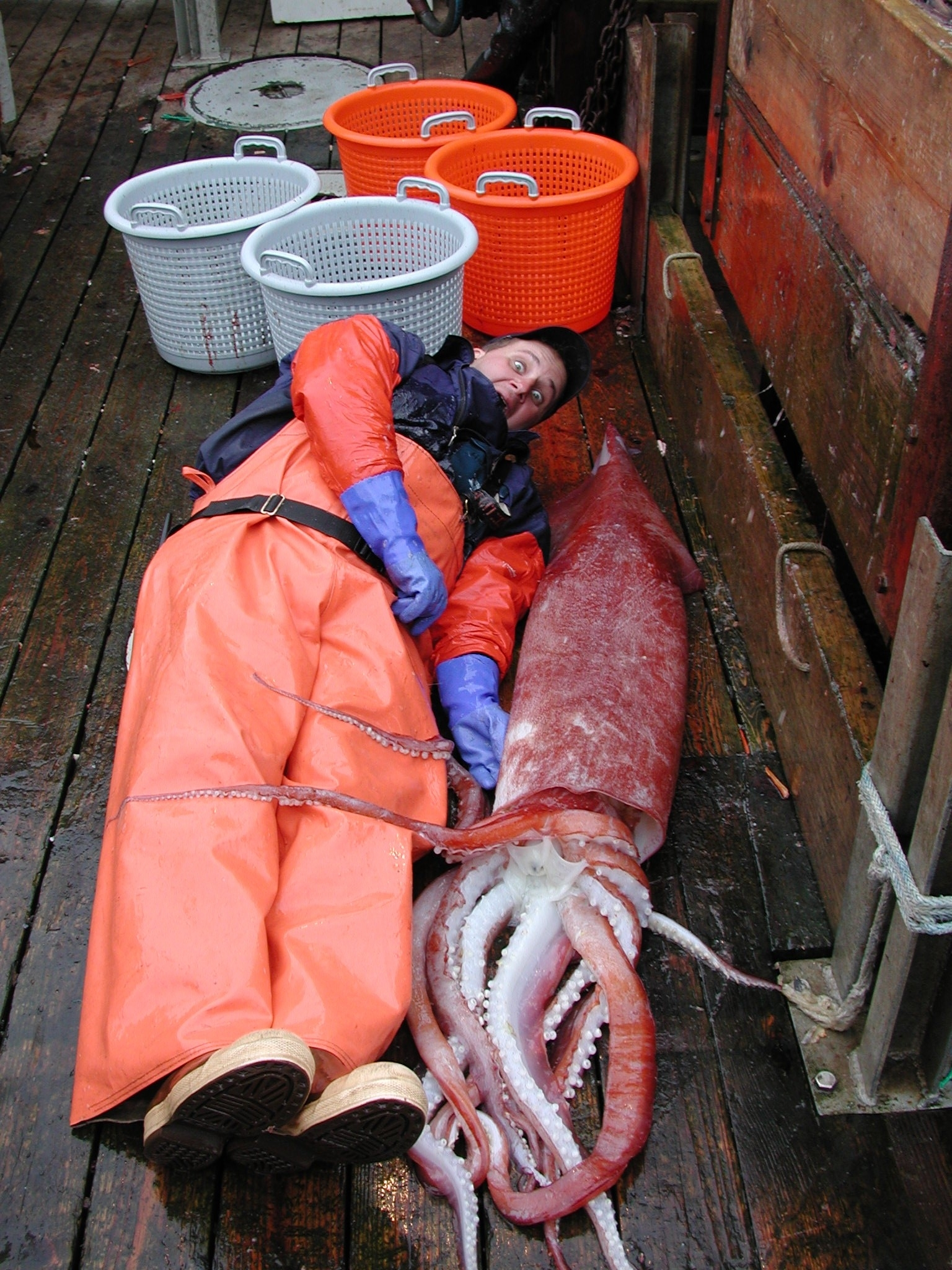
Рядом с рыбаком кальмар Onykia robusta, крупнейший представитель семейства Onychoteuthidae (достигает 2 м)

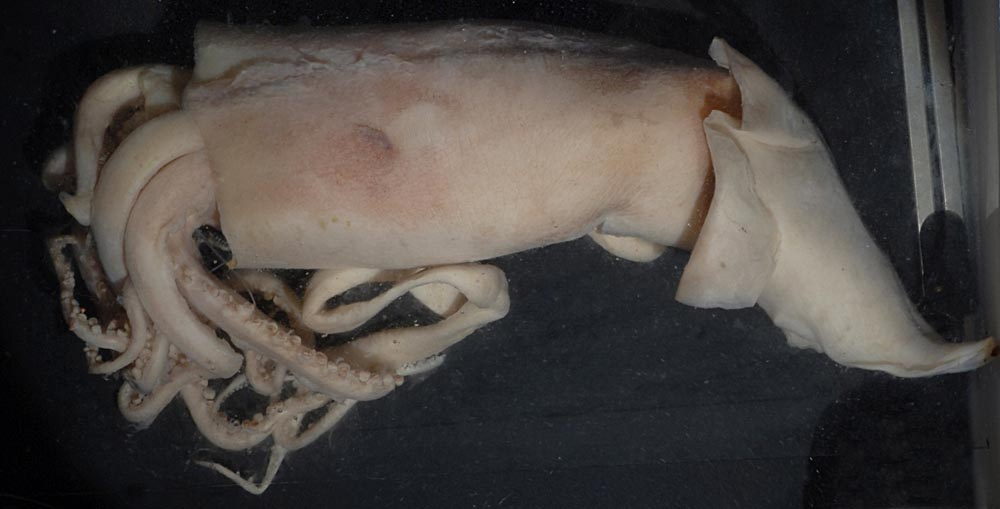
Onykia sp. A (27.2 см)

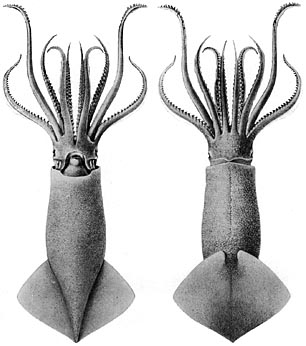
Moroteuthopsis ingens

Крючьеносные  кальмары (лат. Onychoteuthidae) — семейство головоногих моллюсков из отряда океанических кальмаров (Oegopsida). Встречаются в водах Атлантического, Индийского и Тихого океанов, включая антарктические воды (но отсутствуют в Арктике). Длина от 60 см до 2 м (Onykia robusta). В разные годы было описано около 60 таксонов в составе этого семейства, но сейчас признаётся не более половины в качестве валидных видов (а из 12 родов —  только 7).

## Классификация
- Род Onychoteuthis Lichtenstein, 1818
  - Onychoteuthis banksii (Leach, 1817)
  - Onychoteuthis bergii* Lichtenstein, 1818
  - Onychoteuthis mollis* Appelloef, 1891
  - Onychoteuthis compacta Berry, 1913
  - Onychoteuthis borealijaponica Okada, 1927
  - Onychoteuthis meridiopacifica Rancurel & Okutani, 1990
  - Onychoteuthis lacrima Bolstad & Seki in Bolstad, 2008
  - Onychoteuthis prolata Bolstad, Vecchione & Young in Bolstad, 2008
  - Onychoteuthis horstkottei Bolstad, 2010
- Род Onykia Lesueur, 1821  (включает большинство видов, ранее включавшихся в состав рода Moroteuthis)
  - Onykia carriboea Lesueur, 1821
  - Onykia robusta (Verrill, 1876)
  - Onykia loennbergii (Ishikawa & Wakiya, 1914)
  - Onykia aequatorialis* Thiele, 1920
  - Onykia robsoni (Adam, 1962)
  - Onykia indica* Okutani, 1981
  -  ?Onykia appelloefi* Pfeffer, 1900
- Род Moroteuthopsis Pfeffer, 1908
  - Moroteuthopsis ingens (E. A. Smith, 1881)
  - Moroteuthopsis longimana (Filippova, 1972)
- Род Ancistroteuthis Gray, 1849
  - Ancistroteuthis lichtensteinii (Ferussac, 1835)
- Род Notonykia Nesis, Roeleveld & Nikitina, 1998
  - Notonykia africanae Nesis, Roeleveld & Nikitina, 1998
  - Notonykia nesisi Bolstad, 2007
- Род Filippovia Bolstad, 2010
  - Filippovia knipovitchi (Filippova, 1972)
- Род Callimachus Bolstad, 2010
  - Callimachus rancureli (Okutani, 1981)
  - Callimachus youngorum Bolstad, 2010